# Aleksandar Kolarov
Aleksandar Kolarov (Servisch: Александар Коларов) (Belgrado, 10 november 1985) is een voormalig Servisch betaald voetballer die doorgaans als linksback speelde. Hij speelde in zijn carrière onder meer voor Lazio Roma, Manchester City, AS Roma en Internazionale. Kolarov debuteerde in mei 2008 in het Servisch voetbalelftal.

## Clubcarrière

### Servië
Kolarov debuteerde in 2004 in het betaald voetbal bij FK Čukarički Stankom, waar hij samen speelde met zijn oudere broer Nikola Kolarov. Daar werd hij anderhalf seizoen later weggehaald door concurrent OFK Beograd. 

### Lazio Roma
Hier speelde hij zich in de kijker bij Lazio Roma, dat hem in 2007 een vierjarig contract gaf. Lazio betaalde 925.000 euro voor de Serviër. Kolarov ontwikkelde zich er tot basisspeler in de Serie A. In drie seizoenen in de Italiaanse hoofdstad kwam Kolarov tot 104 wedstrijden en 11 goals, waarvan eentje in de derby tegen stadsrivaal AS Roma.

### Manchester City
Na het WK 2010 klopte het op dat moment kapitaalkrachtige Manchester City voor hem aan met een miljoenenbod (zo'n 16 miljoen euro) dat de Italiaanse club accepteerde. Kolarov tekende daarop een vijfjarig contract in Manchester. Daar ging hij met de Fransman Gaël Clichy concurreren voor een basisplaats als linksachter. Hij won onder meer twee keer de Premier League met Man City en sloot het hoofdstuk Engeland na zeven seizoenen af om vervolgens terug te keren naar Italië. Hij kwam tot 247 wedstrijden voor Manchester City, scoorde 21 goals en verzamelde zeven prijzen. In 2011 won hij bovendien de prijs voor Servisch voetballer van het jaar.

### AS Roma
Hij tekende in juli 2017 een contract tot 2020 bij AS Roma, dat €5.000.000,- voor hem betaalde aan Manchester City. In januari 2020 verlengde hij zijn contract bij de Romeinen tot medio 2021. Hij speelde drie seizoenen bij AS Roma, speelde 132 wedstrijden en scoorde 19 goals.

### Internazionale
Op 8 september 2020 maakte Internazionale bekend dat het Kolarov voor circa €1.500.000,- overnam van AS Roma. Hij tekende een contract tot medio 2021 met een optie voor een extra seizoen. Hier was hij voornamelijk reserve. In twee seizoenen speelde hij vijftien wedstrijden voor Inter. Op 30 juni 2022 zou zijn contract bij Inter aflopen. Op 21 juni 2022 kondigde Kolarov aan dat hij stopte met voetballen.

## Clubstatistieken
| Seizoen         | Club              | Competitie      | Competitie | Competitie | Beker | Beker | Europees | Europees | Overig | Overig | Totaal | Totaal |
| Seizoen         | Club              | Competitie      | Wed.       | Dlp.       | Wed.  | Dlp.  | Wed.     | Dlp.     | Wed.   | Dlp.   | Wed.   | Dlp.   |
| --------------- | ----------------- | --------------- | ---------- | ---------- | ----- | ----- | -------- | -------- | ------ | ------ | ------ | ------ |
| 2004/05         | Čukarički Stankom | Superliga       | 27         | 2          | 0     | 0     | 0        | 0        | 0      | 0      | 27     | 2      |
| 2005/06         | Čukarički Stankom | Superliga       | 17         | 0          | 0     | 0     | 0        | 0        | 0      | 0      | 17     | 0      |
| 2005/06         | Beograd           | Superliga       | 11         | 1          | 0     | 0     | 0        | 0        | 0      | 0      | 11     | 1      |
| 2006/07         | Beograd           | Superliga       | 27         | 4          | 0     | 0     | 0        | 0        | 0      | 0      | 27     | 4      |
| 2007/08         | Lazio Roma        | Serie A         | 24         | 1          | 3     | 0     | 5        | 2        | 0      | 0      | 32     | 3      |
| 2008/09         | Lazio Roma        | Serie A         | 25         | 2          | 6     | 1     | 0        | 0        | 0      | 0      | 31     | 3      |
| 2009/10         | Lazio Roma        | Serie A         | 33         | 3          | 2     | 1     | 5        | 1        | 1      | 0      | 41     | 5      |
| 2010/11         | Manchester City   | Premier League  | 24         | 1          | 8     | 1     | 5        | 1        | 0      | 0      | 37     | 3      |
| 2011/12         | Manchester City   | Premier League  | 12         | 2          | 6     | 1     | 8        | 1        | 1      | 0      | 27     | 4      |
| 2012/13         | Manchester City   | Premier League  | 20         | 1          | 4     | 2     | 5        | 1        | 1      | 0      | 30     | 4      |
| 2013/14         | Manchester City   | Premier League  | 30         | 1          | 7     | 2     | 7        | 1        | 0      | 0      | 44     | 4      |
| 2014/15         | Manchester City   | Premier League  | 21         | 2          | 4     | 0     | 4        | 0        | 1      | 0      | 30     | 2      |
| 2015/16         | Manchester City   | Premier League  | 29         | 3          | 4     | 0     | 6        | 0        | 0      | 0      | 39     | 3      |
| 2016/17         | Manchester City   | Premier League  | 29         | 1          | 3     | 0     | 8        | 0        | 0      | 0      | 40     | 1      |
| 2017/18         | AS Roma           | Serie A         | 35         | 2          | 0     | 0     | 12       | 1        | 0      | 0      | 47     | 3      |
| 2018/19         | AS Roma           | Serie A         | 33         | 8          | 2     | 1     | 8        | 0        | 0      | 0      | 43     | 9      |
| 2019/20         | AS Roma           | Serie A         | 32         | 7          | 2     | 0     | 8        | 0        | 0      | 0      | 42     | 7      |
| 2020/21         | Internazionale    | Serie A         | 7          | 0          | 3     | 0     | 1        | 0        | 0      | 0      | 11     | 0      |
| 2021/22         | Internazionale    | Serie A         | 3          | 0          | 0     | 0     | 1        | 0        | 0      | 0      | 4      | 0      |
| Carrière totaal | Carrière totaal   | Carrière totaal | 439        | 41         | 54    | 9     | 83       | 8        | 4      | 0      | 580    | 58     |

## Interlandcarrière
Kolarov debuteerde op 28 mei 2008 in en tegen Rusland in het Servische nationale team. Twee jaar later nam bondscoach Radomir Antić hem mee naar het WK 2010, waar hij de groepswedstrijden tegen Ghana (0–1 verlies) en Duitsland (0–1 winst) van begin tot einde speelde.
Kolarov speelde eerder met een nationale jeugdselectie op het EK 2007 –21, waarop hij met zijn landgenoten de finale haalde (4–1-verlies tegen Nederland). In de halve finale tegen België (2–0 winst) scoorde hij het eerste doelpunt.
Kolarov vertegenwoordigde zijn vaderland eveneens bij de Olympische Spelen van 2008 in Peking. Daar werd de selectie onder leiding van bondscoach Miroslav Đukić uitgeschakeld in de groepsronde na nederlagen tegen Ivoorkust (2–4) en Argentinië (0–2) en een gelijkspel tegen Australië (1–1).
Kolarov maakte eveneens deel uit van de Servische selectie die onder leiding van bondscoach Mladen Krstajić deelnam aan de WK-eindronde 2018 in Rusland. Daar sneuvelde de ploeg in de voorronde na een overwinning op Costa Rica (1–0) en nederlagen tegen achtereenvolgens Zwitserland (1–2) en Brazilië (0–2). Kolarov kwam in alle drie de WK-duels in actie voor zijn vaderland en fungeerde als aanvoerder.
| WK-statistieken        | Club       | Positie    | W |   |   | D | A |   |   |   |
| ---------------------- | ---------- | ---------- | - | - | - | - | - | - | - | - |
| WK voetbal 2010 Servië | Lazio Roma | Verdediger | 2 | 0 | 0 | 0 | 0 | 1 | 0 | 0 |

## Erelijst
| Competitie                       |            |                  |            |            |
| Competitie                       | Aantal     | Jaren            |            |            |
| Lazio Roma                       | Lazio Roma | Lazio Roma       | Lazio Roma | Lazio Roma |
| -------------------------------- | ---------- | ---------------- | ---------- | ---------- |
| Coppa Italia                     | 1x         | 2008/09          |            |            |
| Supercoppa                       | 1x         | 2009             |            |            |
| Manchester City                  |            |                  |            |            |
| Kampioen Premier League          | 2x         | 2011/12, 2013/14 |            |            |
| FA Cup                           | 1x         | 2010/11          |            |            |
| League Cup                       | 1x         | 2013/14          |            |            |
| FA Community Shield              | 1x         | 2012             |            |            |
| Internazionale                   |            |                  |            |            |
| Serie A                          | 1x         | 2020/21          |            |            |
| Supercoppa                       | 1x         | 2021             |            |            |
| Coppa Italia                     | 1x         | 2021/22          |            |            |
| Persoonlijk                      |            |                  |            |            |
| Servisch voetballer van het jaar | 1x         | 2011             |            |            |